# 4127 Kyogoku
4127 Kyogoku (1988 BA2) là một tiểu hành tinh vành đai chính được phát hiện ngày 25 tháng 1 năm 1988 bởi Seiji Ueda và Hiroshi Kaneda ở Kushiro.